# Cordes-sur-Ciel
Cordes-sur-Ciel (em occitano:  Còrdas) é uma comuna francesa na região administrativa de Occitânia, no departamento do Tarn. Estende-se por uma área de 8,27 km². Em 2010 a comuna tinha 867 habitantes (densidade: 104,8 hab./km²). É banhada pelo rio Cérou.
Cidade erguida em 1222 pelo Conde Raymond VII de Tolosa do Languedoc, centro da heresia cátara, é hoje um recanto turístico. Eleita como uma das mais belas aldeias de França, por ela passa um dos caminhos de Santiago de Compostela.

## História
Em 1222, Cordes recebeu uma Carta do Conde de Tolosa para se tornar uma "bastide" (cidade fortificada). Foi construída entre 1222 e 1229 para proteger a população da zona de conflitos e para substituir a vila de Saint-Marcel, destruída em 1215 pelas tropas de Simão de Montfort.
Em 1993 Cordes foi renomeada Cordes-sur-Ciel.